# Calle de la Ballesta

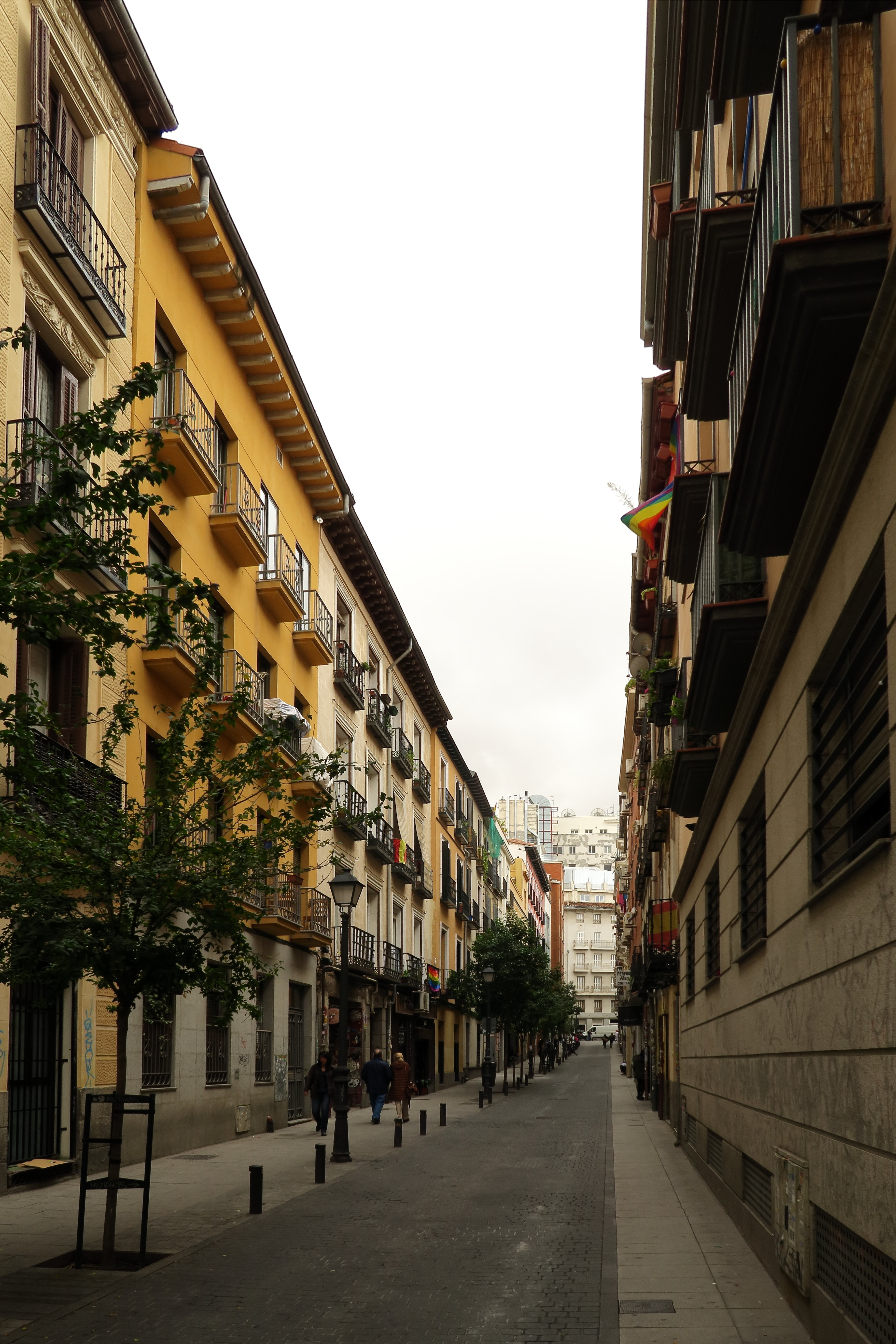
La Ballesta, desde la calle de la Puebla (en 2016).

La calle de la Ballesta es una corta vía del distrito Centro de Madrid (España), situada entre la calle del Desengaño y la Corredera Baja de San Pablo, a un costado de la Gran Vía. En el plano de Texeira, publicado en 1656, aparece ya con tal nombre, provocado según la leyenda por la existencia en el siglo XVII de un corral 'deportivo' en el que un ballestero tudesco había montado un tiro de ballesta para abatir animales encadenados, hasta que un jabalí herido mató a un mozo y, supuestamente, la autoridad municipal ordenó el cierre del corral. Mesonero Romanos sin embargo dejó anotado que nada se sabía del origen de su nombre.

## Historia

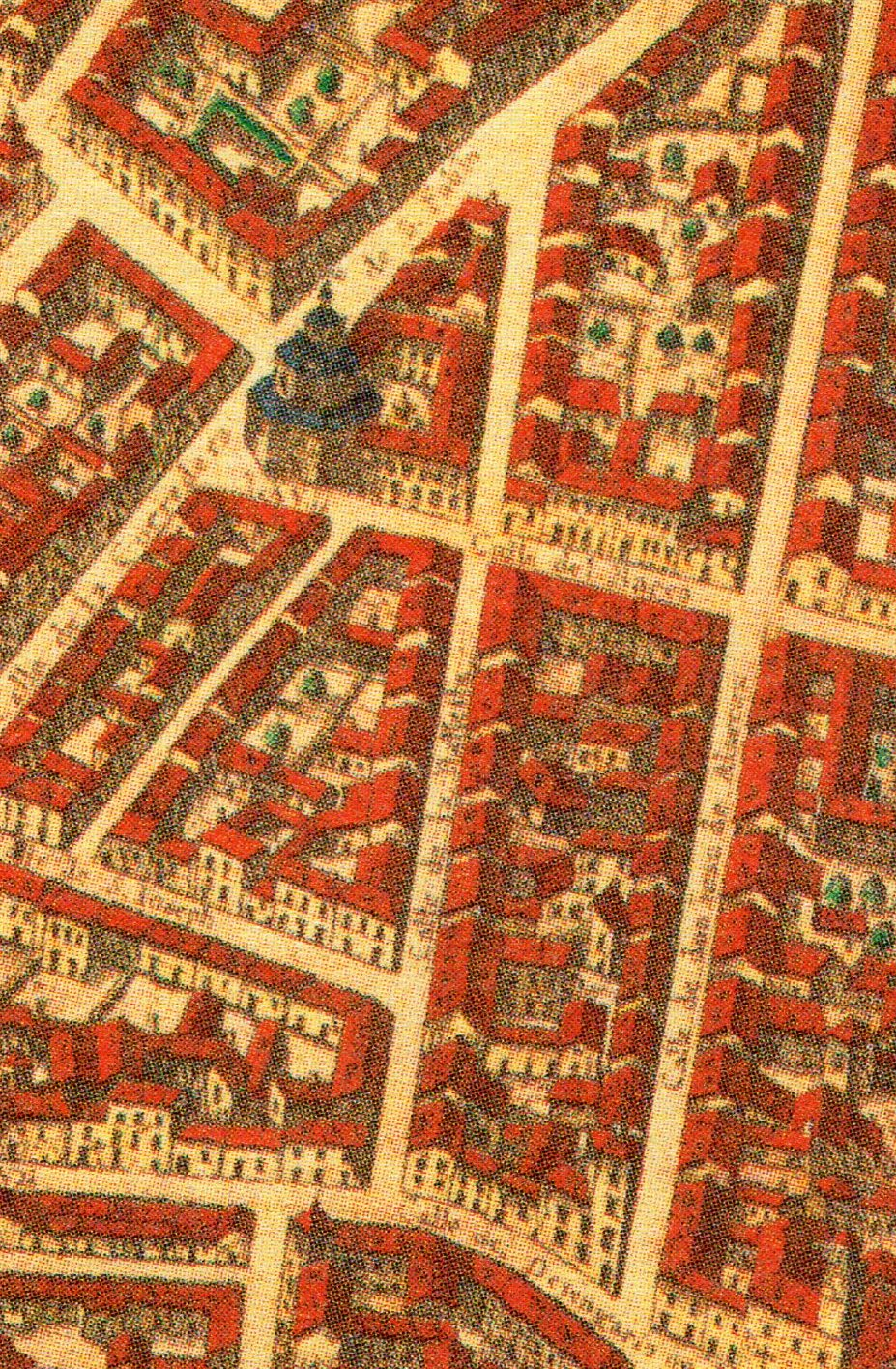
Calle de la Ballesta en el plano de Teixeira de 1656, es la vía en dirección N-S del centro de la imagen.

La reciente historia de "la Ballesta" quedó determinada por la circunstancia de que durante la segunda mitad del siglo XX fue uno de los ejes de la prostitución ilegal (pero consentida por el franquismo y tibiamente combatida por la Transición) en el corazón del madrileño Barrio de Maravillas, en el centro de la capital de España.

### Vecinos ilustres
Queda noticia de la presencia de ilustres vecinos en esta pequeña calle que le otorgan un pasado menos oscuro. Así, por ejemplo, en el número 7 tuvo vivienda Vicente Fernández y Valliciergo, calígrafo del siglo XIX, cuyos cuadernillos de “letra redondilla” y caligrafía inglesa y francesa aún se usaron en las escuelas españolas la primera mitad del siglo XX.
En el terreno de las muy galdosianas intrigas políticas decimonónicas, se ha documentado que en la casa que José Ceballos tenía en esta calle se ocultó durante cuatro meses Leopoldo O'Donnell, hasta que estuvo preparado el levantamiento de 1854. Y un cuarto de siglo después, en 1882, murió en el número 30 el general Serrano Bedoya, ministro de la Guerra hasta el 31 de diciembre de 1874, cuando el golpe militar de Martínez Campos impuso la Restauración de la monarquía borbónica en la persona de Alfonso XII y el fin de la Primera República Española.

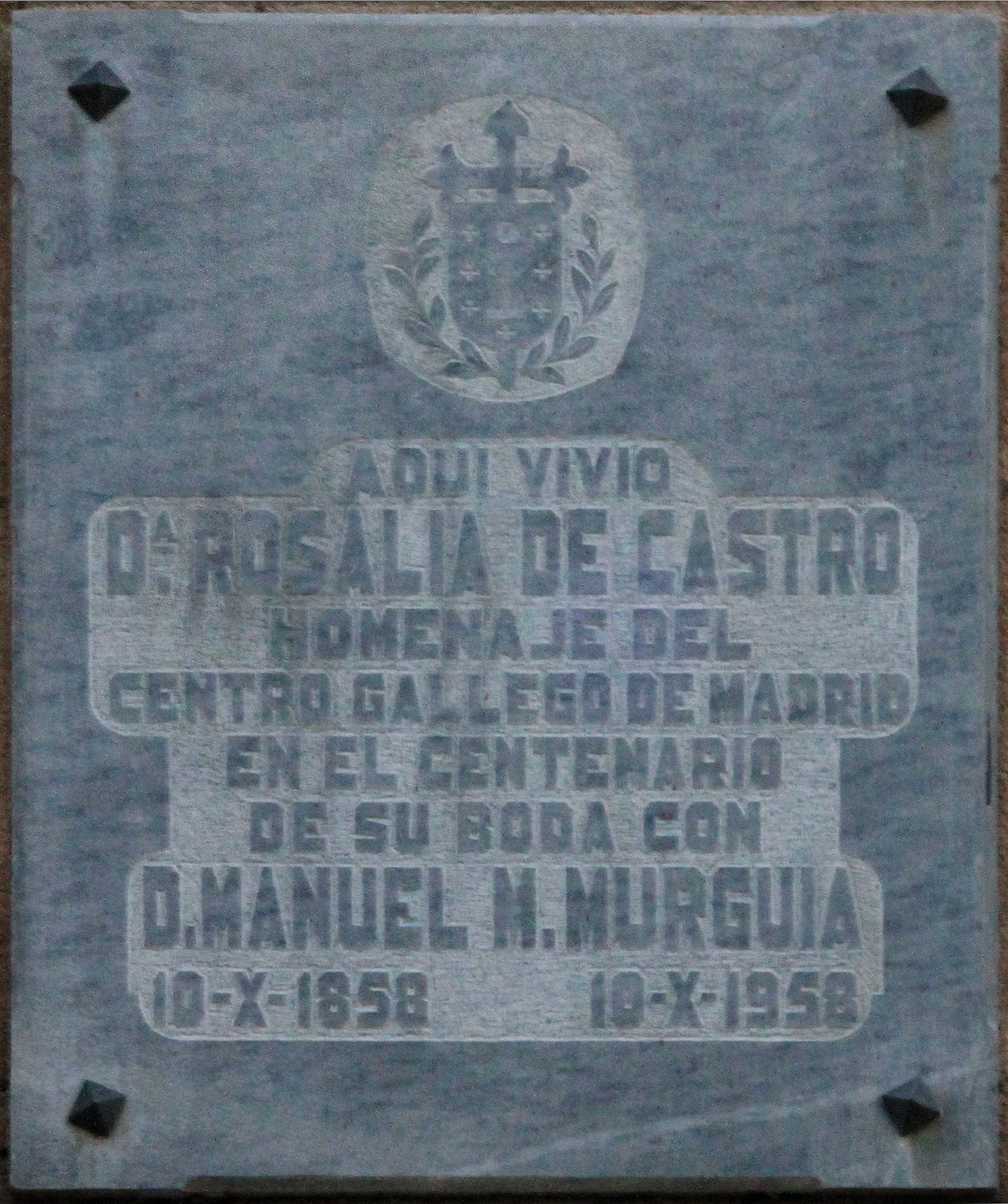
Placa en el centenario de la boda entre Rosalía y Manuel en la fachada del número 13.

 En esa misma casa del número 30 tenía sus talleres en 1902 la imprenta de Hauser y Menet, según informa un anuncio publicado en la revista España Cartófila del 3 de diciembre de aquel año, especificando una "Producción mensual: 500.000 tarjetas postales" y "Especialidad en tarjetas postales ilustradas en fototipia".
Otra respetable vecina fue la poetisa gallega Rosalía de Castro que a sus veinte años habitó en la casa de un familiar paterno en la planta baja del número 13, recién llegada a Madrid, y que poco después, el 10 de octubre de 1858 se casaría con Manuel Murguía en la vecina iglesia de San Ildefonso, viviendo ella en la Corredera Baja. Ya en el siglo XX, el cántabro Ramón Pérez de Ayala fue huésped en la pensión de ‘doña’ Trina, escenario donde situaría luego su "novela poemática" La caída de los limones.